# Rolan Goesev
Rolan Aleksandrovitsj Goesev (Russisch: Ролан Александрович Гусев) (Asjchabad (Turkmenistan), 17 september 1977) is een Russisch voormalig voetballer die speelde als middenvelder.

## Clubcarrière
Goesev beleefde de mooiste jaren van zijn professionele loopbaan toen hij onder contract stond bij de Russische topclub CSKA Moskou, van 2002 tot 2008. Hiermee werd hij drie maal Russisch landskampioen (Premjer-Liga), in 2003, 2005 en 2006. De grootste verwezenlijking van Goesev als speler was echter het winnen van de UEFA Cup 2004/05 met CSKA tegen Sporting CP uit Portugal. CSKA won de finale zelfs met duidelijke 1–3 cijfers. De CSKA-doelpunten kwamen op naam van Aleksej Berezoetski, Joeri Zjirkov en Vágner Love. Goesev deed vier minuten mee als invaller. Eerder speelde Goesev meer dan 100 competitiewedstrijden voor rivaal Dinamo Moskou. Daarmee debuteerde hij in 1997 als betaald voetballer. In 2002 verkaste hij van Dinamo naar CSKA Moskou.
In 2002 werd Goesev topscorer van de Premjer-Liga met 15 doelpunten, een titel die hij wel moest delen met zijn CSKA Moskou-ploeggenoot Dmitri Kirisjenko. Na elf jaar op eigen bodem verkoos hij een Oekraïens uitje naar de plaatselijke topclub Dnipro Dnjepropetrovsk. Goesev kwam veertien keer in actie en werd uitgeleend aan Arsenal Kiev. Deze club nam Goesev definitief over in 2011, wat meteen het laatste seizoen uit zijn profcarrière is geworden.

## Interlandcarrière
Rolan Goesev was tussen 2000 en 2005 international in het Russisch voetbalelftal en speelde 31 interlands. Goesev scoorde uit een strafschop het vierde Russische doelpunt tegen Roemenië op 13 februari 2003, een 2–4 uitoverwinning voor de Russen. Dat doelpunt was het enige van Goesev voor Rusland. Goesev debuteerde voor Rusland tegen Slowakije onder bondscoach Oleg Romantsev, een interland die gespeeld werd op 31 mei 2000 maar die verder op 0–0 eindigde.
In juni 2004 behoorde Goesev tot de Russische selectie op EURO 2004 in Portugal. De manschappen van Georgi Jartsev strandden in de groepsfase. Het programma van de Russen was niet van de poes geweest. Rusland had een poule met gastland Portugal, Spanje en de latere EK-winnaar Griekenland geloot – tegen Griekenland, hun laatste groepswedstrijd, wonnen de Russen evenwel met 2–1. Goesev speelde mee tegen Spanje en Griekenland.
De laatste interland van Goesev dateert van 8 oktober 2005. Rusland gaf Luxemburg een 5–1 bolwassing in het kader van de Europese WK-kwalificatie van 2006.

## Erelijst
| Premjer-Liga           | 3x | 2003, 2005, 2006 |
| Russische voetbalbeker | 3x | 2002, 2005, 2006 |
| Russische supercup     | 3x | 2004, 2006, 2007 |
| UEFA Cup               | 1x | 2004/05          |